# The Birthday Party (groupe)
Pour les articles homonymes, voir The Boys Next Door et The Birthday Party.
The Birthday Party est un groupe de post-punk australien, originaire de Melbourne. Il est actif de la fin des années 1970 à 1983. Ce groupe est à l'origine de la carrière du chanteur, compositeur et écrivain Nick Cave. 
The Birthday Party se sépare à Berlin, en 1983, à la suite de tensions entre Nick Cave et le guitariste Rowland S. Howard, principalement liées aux choix artistiques. Mais ces tensions peuvent également s'expliquer par la consommation excessive d'héroïne des membres du groupe.

## Biographie

### Débuts comme The Boys Next Door (1973–1978)
Le groupe est initialement formé à Melbourne en 1977, sous le nom de The Boys Next Door, par Nick Cave et son camarade de lycée Mick Harvey. Le groupe évolue alors dans le mouvement punk/new wave australien. Leurs origines sont retracées à la Caulfield Grammar School, au début des années 1970. Un groupe de rock se forme en 1973, avec Nick Cave (chant), Mick Harvey (guitare), et Phill Calvert (batterie), accompagnés des autres étudiants John Cocivera, Brett Purcell et Chris Coyne (guitare, basse et saxophone respectivement). La majeure partie d'entre eux font partie d'une chorale. Le groupe joue sous divers noms un répertoire qui comprend David Bowie, Lou Reed, Roxy Music, Alice Cooper et le Sensational Alex Harvey Band, entre autres.
Après leurs dernières années d'école en 1975, les membres décident de continuer comme quatuor, recrutant leur ami Tracy Pew à la basse. Grandement affectés par l'explosion du punk en 1976 qui verra des groupes comme The Saints et Radio Birdman en tournée, le groupe, qui s'appelle alors The Boys Next Door, commencent à jouer des reprises de punk et proto-punk comme Blitzkrieg Bop et Gloria, en plus de quelques morceaux originaux. En novembre 1977, leur set est dominé par du new wave comme Sex Crimes et Masturbation Generation.
Le second guitariste des Boys, Rowland S. Howard, les rejoint en 1978 et, à cette période, le style du groupe change drastiquement. L'arrivée d'Howard à la guitare en est sans doute le catalyseur mais d'autres changements ont lieu : leur style s'oriente plus vers du punk, rockabilly, free jazz et du blues plus agressif,,.

### Changement de nom (1978–1982)
La chanson la plus connue des Boys Next Door, Shivers, écrite par Howard et d'abord jouée et enregistrée par The Young Charlatans, est bannie des chaînes de radio car elle évoque le suicide. Après les enregistrements et un succès modéré en Australie (soit une centaine de concerts), ils partent pour Londres en 1980, changent de nom pour The Birthday Party et se lancent dans une période d'innovation musicale. Certaines sources mentionnent que leur nom s'inspire de L'Anniversaire d'Harold Pinter ; d'autres (comme la biographie d'Ian Johnston) explique que le nom a été dit, ou mal compris, par Cave, lorsqu'il était question d'une scène d'anniversaire dans l'ouvrage Crime et Châtiment.
Le single Release the Bats est publié durant l'émergence de la scène gothique. La chanson parle de « sexe de vampire » et est promue grâce à une publicité avec comme slogan : « Dirtiness is next to antigodliness »,. Leur album Junkyard (1982) s'inspire de l'imagerie Southern Gothic américaine, qui traite de sujets extrêmes comme l'histoire de la fille d'un évangéliste assassiné.

### Dernières années (1982–1983)
Pour the Birthday Party, les choses changent. Calvert est renvoyé en 1982 - il aurait été « incapable de satisfaire les attentes de Dead Joe »- et Harvey se met à la batterie. Pew étant emprisonné pour ivresse sur la voie publique au début de 1982, Chris Walsh, Barry Adamson et le frère d'Howard, Harry, le remplacent en studio et en tournée. Pew revient en juillet.
L'EP Mutiny/The Bad Seed contient des paroles évoquant le blasphème, qui sont aussi sombres que les poèmes de Lautréamont. Le morceau-titre évoque en image un paradis-poubelle représenté par des rats et des déchets. En 1982, un groupe dérivé composé par Lydia Lunch, Honeymoon In Red, enregistre un album qui est publié en 1987.
Une tournée en janvier 1983 présente le groupe comme quintette, accompagné de Jeffrey Wegener à la batterie, et de Harvey à la seconde guitare. Wegener ne reste cependant pas avec le groupe, qui redevient un quatuor. Plus tard dans l'année, Blixa Bargeld, du groupe allemand Einstürzende Neubauten, joue de la guitare sur le morceau Mutiny in Heaven. Des tensions entre Cave et Howard commencent peu après à faire surface, et Harvey quitte le groupe – ils jouent leur dernier concert avec Des Hefner à la batterie. The Birthday Party se sépare à la fin 1983, à Berlin, en partie à cause de la fracture entre Cave et Howard et de la fatigue liée à la prise de drogues. Le bassiste Tracy Pew décède en 1986, des suites d’une chute dans sa salle de bain, après avoir été victime d’une crise d’épilepsie. Nick Cave et Mick Harvey fondent alors Nick Cave and the Bad Seeds, avec qui Nick rencontrera le succès et une notoriété mondiale.

## Style musical
Le style musical du groupe est inclassable. Leur son est un mélange de punk, de rockabilly et de blues. La plupart des chansons sont marquées par une rythmique prédominante et répétitive, des guitares sur le fil du rasoir et par la voix de Nick Cave à la limite de la folie. Les thèmes abordés sont souvent très sombres, morbides, parfois même sataniques, ce qui leur vaudra d'être classés aussi sous l'appellation rock gothique,. 
Les prestations du groupe sont survoltées : Nick Cave s'inspire directement du jeu de scène d'Iggy Pop avec les Stooges, chante torse nu avec des peintures sur le corps et s'agite dans tous les sens. Même si le groupe n'a connu qu'un succès limité au long de sa carrière, il n'en reste pas moins considéré comme une influence majeure des mouvements psychobilly, death rock, le rock gothique et la musique plus actuelle de LCD Soundsystem.

## Membres
- Nick Cave – chant, saxophone (1976–1983)
- Mick Harvey – guitare, batterie, claviers (1976–1983)
- Rowland S. Howard – guitare, chant (1978–1983 ; décédé en 2009)
- Tracy Pew – basse, clarinette (1976–1982, 1982–1983 ; décédé en 1986)
- Phill Calvert – batterie (1976–1982)

### Invités
- Chris Walsh – basse (février 1982)
- Barry Adamson – basse (avril–mai 1982)
- Harry Howard – basse (juin–juillet 1982)
- Jeffrey Wegener – batterie (janvier 1983)
- Des Hefner – batterie (mai–juin 1983)
- Blixa Bargeld – guitare (1983, studio)

## Discographie
- 1978 : Door Door (sous le nom de The Boys Next Door)
- 1980 : Hee-Haw
- 1981 : Prayers on Fire
- 1982 : Junkyard
- 1985 : It's Still Living
- 1985 : Best and Rarest
- 1986 : The Bad Seed/Mutiny!
- 1992 : Hits
- 1999 : Live 1981-82
- Peel Sessions
- 2003 : Pleasure Heads Must Burn (DVD)